# Couvée Astrale
Couvée Astrale (titre original : The Star Ducks) est une nouvelle humoristique de science-fiction de Bill Brown.

## Parutions

### Parutions aux États-Unis
La nouvelle est parue initialement aux États-Unis dans The Magazine of Fantasy & Science Fiction no 4 en automne 1950.

### Parutions en France
La nouvelle a été publiée en France pour la première fois dans la revue Fiction, no 8, éditions OPTA, en juillet 1954.
Par la suite la nouvelle est notamment parue en 1974 dans l'anthologie Histoires d'extraterrestres (rééditions en 1976, 1978, 1984 et 1986).

### Parutions dans d'autres pays occidentaux
La nouvelle a aussi été publiée dans les pays suivants :
- aux Pays-Bas, sous le titre De Stereenden (1957),
- en Croatie, sous le titre Zvjezdane patke (1977).

## Résumé
Sur un mode léger et humoristique, le narrateur explique comment un journaliste, Ward Rafferty, est amené à se rendre à la ferme des Alsop, ayant entendu parler d'un avion qui se serait écrasé dans les environs. Il apparaît en réalité que ce sont des extraterrestres qui ont débarqué sur Terre et qui ont fait connaissance avec la famille Alsop. Ces derniers, qui sont assez stupides, emmènent Rafferty vers une grange, où se trouve le vaisseau spatial, protégé par un champ de force. 
Rafferty apprend aussi que les extraterrestres viennent depuis six ans dans cette ferme pour se ravitailler en œufs, et qu'actuellement deux d'entre eux se trouvent dans la cuisine de la ferme ! Il s'y rend, et fait connaissance avec les extraterrestres qui ressemblent à de gros insectes. Avec leurs longues antennes, ils communiquent brièvement de manière télépathique avec Rafferty. Celui-ci, interloqué, demande à pouvoir téléphoner à son journal. Les Alsop n'ont pas le téléphone ! Les extraterrestres faisant mine de quitter la cuisine et de se rendre vers la grange, sans doute pour quitter la ferme, Rafferty demande un appareil photo aux paysans. Alsop ne sait plus où il l'a rangé ! Les extraterrestres quittent effectivement la ferme. Rafferty demande aux paysans comment les extraterrestres ont payé les œufs. Les Alsop lui expliquent qu'ils leur ont offert des œufs extraterrestres en échange, en forme d'étoile. À l'intérieur, il y avait de petits animaux qui ressemblaient à la fois à de petits hippopotames et à des hirondelles. Ils les ont dégusté à Thanksgiving. 
Effondré, Rafferty demande où se trouvent les squelettes de ces œufs : les Alsop les ont donnés au chien ! Fatigué de tant de bêtise, Rafferty quitte la ferme, au moment où M. Alsop vient vers lui en s'exclamant : « Ça y est, M. Rafferty, dit-il. Je l'ai retrouvé, l'appareil photo ! ».

## Autour de la nouvelle
Dans l'anthologie Histoires d'extraterrestres, chaque nouvelle est précédée d'une courte préface introductive. Celle concernant cette nouvelle explique notamment que : « La découverte effective d'extraterrestres arrivés sur Terre, même à bord d'une simple soucoupe volante, pourrait bien devenir l'événement le plus important de toute l'histoire humaine, car elle imposerait un changement radical de notre vision du cosmos. A condition, bien entendu, que cette découverte ait des témoins dignes de foi, ou du moins que les Voyageurs nous laissent une trace irréfutable de leur passage parmi nous. Mais il pourrait arriver que ces Voyageurs ne songent justement pas à attirer l'attention, ni à rendre mémorable leur séjour terrestre. ».